# St. Michael (Homburg)

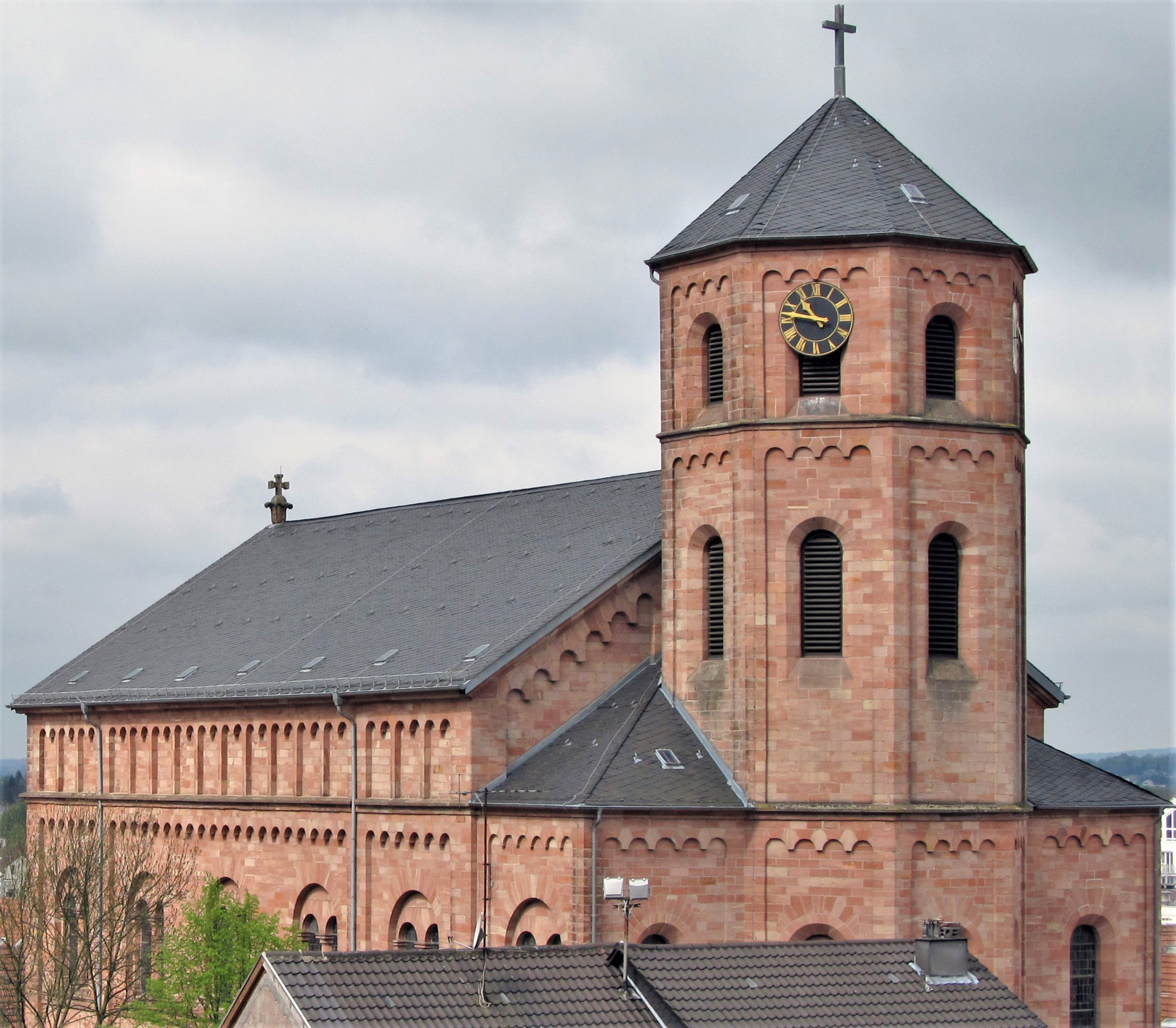
Die Homburger Stadtpfarrkirche St. Michael

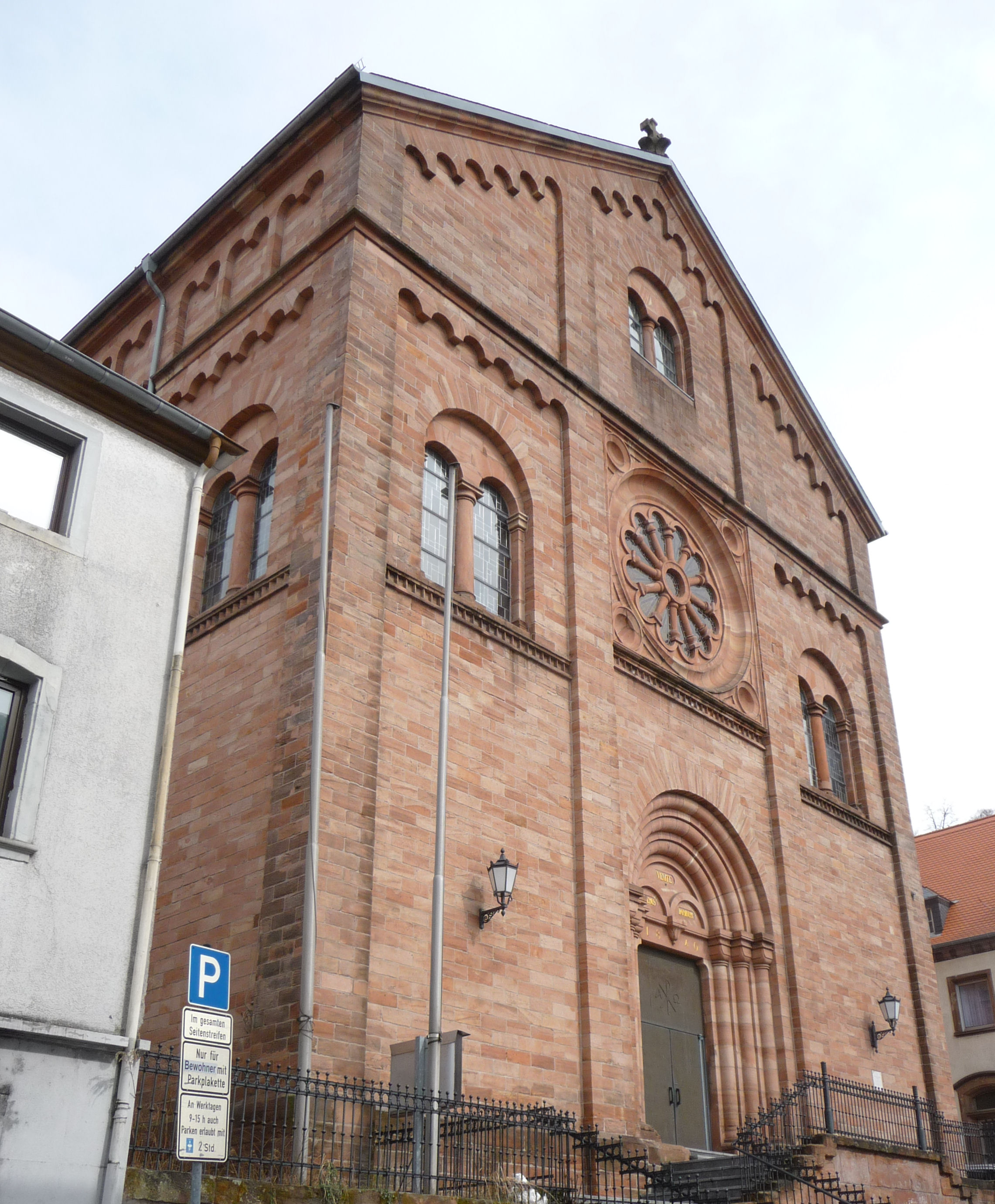
Hauptportal der Kirche

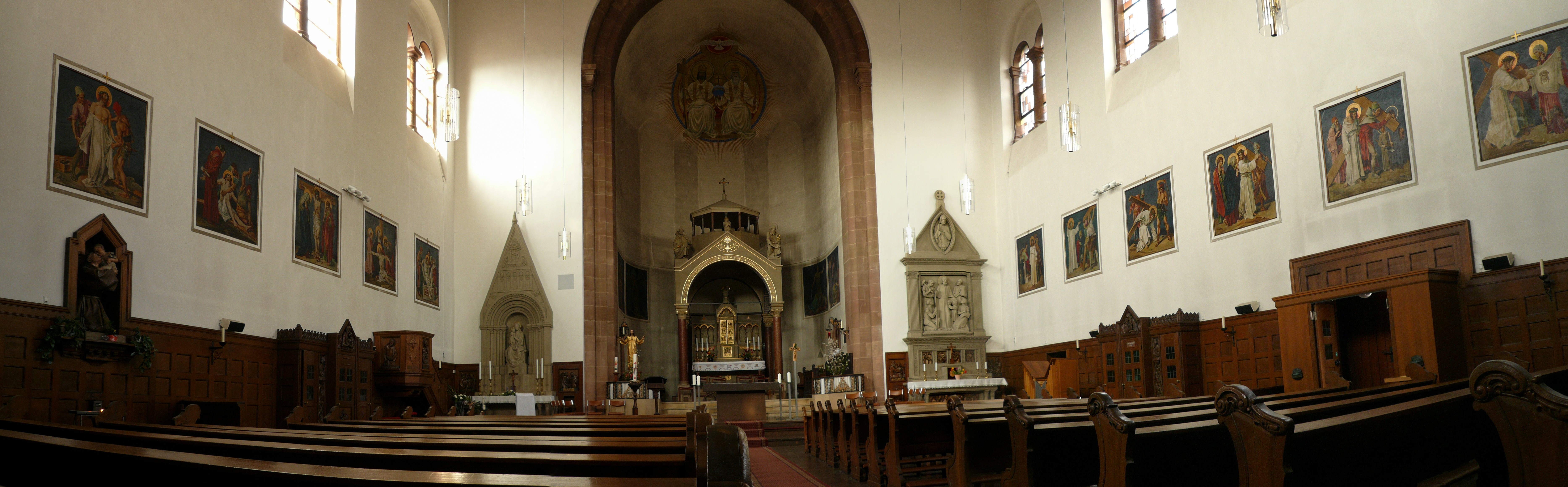
Blick in das Innere von St. Michael

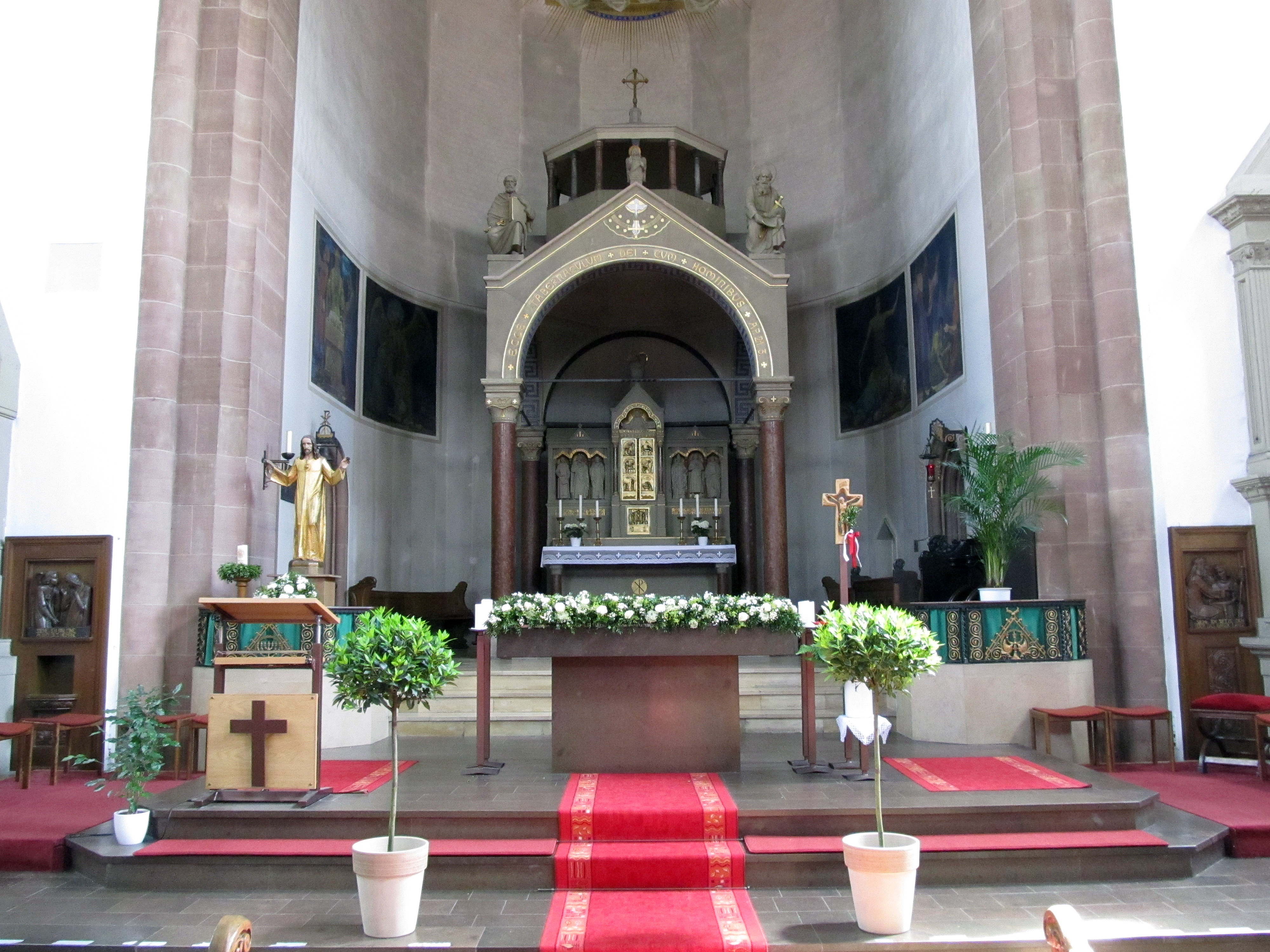
Blick in den Chor mit dem Baldachin-Altar

St. Michael ist die römisch-katholische Stadtpfarrkirche in Homburg. Das neoromanische Kirchengebäude am Fuß des Schlossberges prägt das Homburger Stadtbild und ist zu einem Wahrzeichen der Stadt geworden. Die Kirche ist in der Denkmalliste des Saarlandes als Einzeldenkmal im Ensemble Marktplatz/Klosterstraße aufgeführt. Die Kirche ist dem Bistum Speyer und damit der Kirchenprovinz Bamberg zugeordnet.

## Geschichte
Das heutige Kirchengebäude ist der Nachfolgebau der 1235 entstandenen „Heiligkreuzkapelle im Tal“, die erstmals 1335 in den Wörschweiler Klosterregesten erwähnt wurde. Sie war die erste für Homburg belegte Kirche. 1836 fand der letzte Gottesdienst in der alten Kirche statt.
In den Jahren 1836–1841 entstand an gleicher Stelle nach den Plänen des Zivilbauinspektors August von Voit (München) der bis heute bestehende Neubau. Er wurde am 29. September 1841 vom damaligen Speyerer Bischof Johannes von Geissel geweiht. In seiner Ansprache zur Kirchweihe dankte Pfarrer Johannes Jackel besonders dem Landkommissär (Landrat) Johann Christian Chelius, der sich hinsichtlich des Bauvorhabens „als besonders gut und tätig“ gezeigt und es vom Beginn bis zur Fertigstellung „mit dem größten und lobenswertesten Eifer“ begleitet habe.
In den Jahren 1930–31, 1970–72, 1991 und 1996–97 wurde die Kirche Restaurierungen unterzogen.
Seit dem 1. Januar 2016 gehört die Kirchengemeinde St. Michael zur neu errichteten Pfarrei Heilig Kreuz, die neben der 2016 ebenfalls neu gebildeten katholischen Pfarrei Hl. Johannes XIII. nun eine der beiden katholischen Pfarreien in Homburg ist. Beide Homburger Pfarreien sind Bestandteile des Dekanats Saarpfalz.

## Architektur
Die Kirche wurde im Stil der Neuromanik errichtet. Es handelt sich um eine Saalkirche aus roten Sandsteinquadern. Der Chorturm besitzt die Form eines Oktogons und erhebt sich über den Chor. Im Kircheninneren schließt der Chor in einer Apsis ab.

## Ausstattung
Bemerkenswert im Inneren ist der Baldachin-Altar. Gestiftet wurde er 1898 von Prinz Leopold von Bayern aus München, der damals 20.000 Mark spendete. Entworfen wurde der Altar vom Bildhauer Georg Busch (München). Die Ausführung im deutsch-romanischen Stil erfolgte durch die Herzoglich Bayrische Hof-Kunst-Anstalt Jacob Leser (Straubing). Der auf vier Säulen getragene Überbau sieht aus wie ein Baldachin, der über den Altar gespannt ist, und so dem Altar seinen Namen gibt. In dem frontalen Rundbogen dieses Überbaus steht in lateinischer Sprache geschrieben: „ECCE TABERNACVLVM DEI CVM HOMINIBVS“. (deutsch: „Seht das Zelt Gottes unter den Menschen.“)
Auf dem Baldachin sind drei Engel zu sehen, jeweils einer in der Mitte jeder sichtbaren Seite. Außerdem knien auf der Frontseite des Baldachins Papst Clemens, mit Schlüssel und Buch, und Stifter Prinz Leopold, mit Schwert und Schriftrolle. Im Zentrum des Baldachins befindet sich wiederum eine kleine Kuppel, getragen von 16 kleinen Säulen, auf der ein Kreuz hochragt. In der Mitte über dem Altartisch befinden sich zwei goldene Flügeltüren mit sechs Reliefs, die verschiedene Geschichten aus dem Leben Jesu zeigen. Darunter ein etwas größeres goldenes Relief mit der Kreuzigung Jesu. Über den Flügeltüren befindet sich eine Jesus-Figur mit den griechischen Buchstaben Α und Ω in der Hand. Darüber ist in Latein geschrieben: „Nahe ist der Herr“. Darüber, und somit der höchste Punkt des Altartisches, ist eine steinerne Kugel, auf der ein Lamm mit goldener Flagge und Heiligenschein ruht. Links und rechts der goldenen Flügeltüren stehen jeweils drei Figuren: Links die Figuren des Heiligen Bernard, des Ludwig und des Chrysostomos, und rechts die des Heiligen Gregor, des Thomas von Aquin sowie des Prinzen Leopold.
Der Chor ist mit Fresken von Gebhard Fugel (München) im Historienstil ausgemalt, die 1902–1904 entstanden sind, jedoch bei der Renovierung in den 1970er-Jahren größtenteils übermalt wurden.
Links und rechts des Chorraumes befinden sich Seitenaltäre. Der Marienaltar auf der linken Seite ist ein Werk des Bildhauers J. Stolz (Kaiserslautern) und entstand 1911, auf der rechten Seite steht der Josefsaltar, der 1931 von dem Architekten Anton Falkowski (Mainz) geschaffen wurde.
 Der Kreuzweg an den Seitenwänden des Langhauses wurde 1911 von Joseph Ripp (Homburg) gemalt und 1972 von dem Kunstmaler Heinrich Lau einer Restaurierung unterzogen. Bei dem Zyklus handelt sich um eine Kopie der Kreuzweges in der Pfarrkirche St. Anna (München), der von dem Maler Martin von Feuerstein 1898 geschaffen wurde.
Als die größten Schätze der Kirche gelten zwei Barockmonstranzen, ein Kelch mit einem Reliefabdruck von Maria Amalia, der Gattin Karls II. August von Pfalz-Zweibrücken, und ihr zu einem Rauchmantel umgearbeitetes Hochzeitskleid.

## Orgel

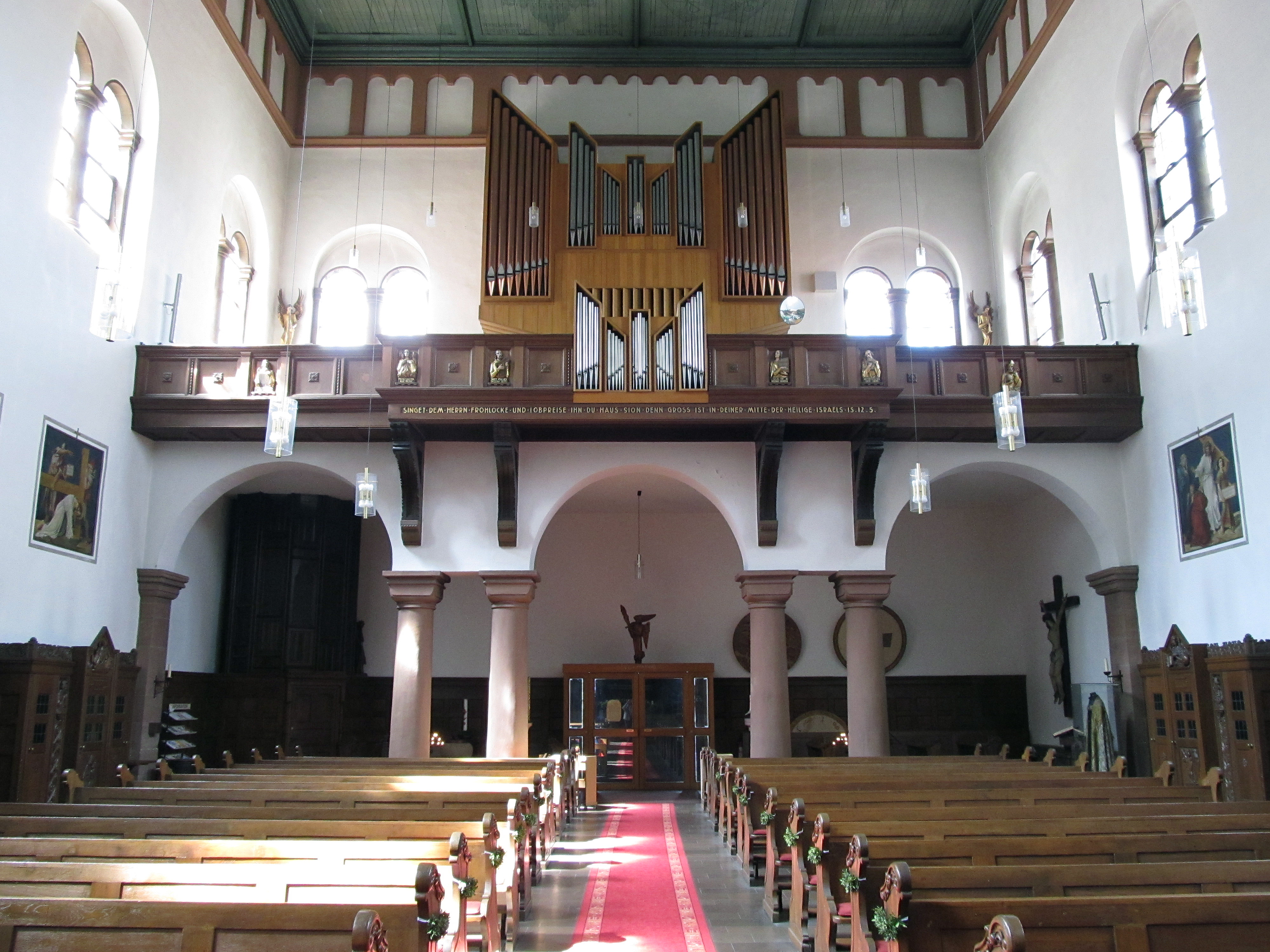
Blick auf die Empore mit dem Orgelprospekt

Die Kirche St. Michael verfügt über zwei Orgeln, eine Hauptorgel und eine Chororgel.

### Hauptorgel
Die erste Hauptorgel wurde 1840 vom Orgelbauer Stumm (Rhaunensulzbach) erbaut. 1922 erfolgte ein Umbau durch Franz Kämmerer (Speyer). 1967 erfolgte schließlich der Abbau und die Verschrottung der Orgel. 1968 kam es zu einem Neubau der Hauptorgel durch die Firma Hugo Mayer Orgelbau (Heusweiler). Dabei wurde auch ein neues Gehäuse aus Eiche errichtet mit einem freistehenden Spieltisch mit Blickrichtung zum Altar. Das Instrument verfügt über 36 Register verteilt auf drei Manuale und Pedal. Die Windladen sind Schleifladen mit mechanischer Spiel- und elektrischer Registertraktur.
| I Schwellwerk C–g3 |              |        |
| 1.                 | Rohrflöte    | 8′     |
| 2.                 | Salicional   | 8′     |
| 3.                 | Principal    | 4′     |
| 4.                 | Holzflöte    | 4′     |
| 5.                 | Quinte       | 2 ⁄3′  |
| 6.                 | Sifflöte     | 2′     |
| 7.                 | Terz         | 1 3⁄5′ |
| 8.                 | Septime      | 1 ⁄7′  |
| 9.                 | Scharff V    | 1′     |
| 10.                | Dulzian      | 16′    |
| 11.                | Oboe         | 8′     |
| 12.                | Rohrschalmei | 4′     |
|                    | Tremulant    |        |

| II Hauptwerk C–g3 |                |       |
| 13.               | Rohrpommer     | 16′   |
| 14.               | Principal      | 8′    |
| 15.               | Bourdon        | 8′    |
| 16.               | Octave         | 4′    |
| 17.               | Koppelflöte    | 4′    |
| 18.               | Octave         | 2′    |
| 19.               | Mixtur VI-VIII | 1 ⁄3′ |
| 20.               | Cornet III-V   |       |
| 21.               | Trompete       | 8′    |

| III Rückpositiv C–g3 |               |       |
| 22.                  | Gedackt       | 8′    |
| 23.                  | Blockflöte    | 4′    |
| 24.                  | Principal     | 2′    |
| 25.                  | Quintflöte    | 1 ⁄3′ |
| 26.                  | Cymbel III-IV | 2⁄3′  |
| 27.                  | Krummhorn     | 8′    |
|                      | Tremulant     |       |

| Pedal C–f1 |                 |     |
| 28.        | Principalbaß    | 16′ |
| 29.        | Subbaß          | 16′ |
| 30.        | Octave          | 8′  |
| 31.        | Gemshorn        | 8′  |
| 32.        | Quintade        | 4′  |
| 33.        | Schweizerpfeife | 2′  |
| 34.        | Rauschpfeife IV | 4′  |
| 35.        | Posaune         | 16′ |
| 36.        | Trompete        | 8′  |

- Koppeln: I/II, III/II, I/P, II/P, III/P
- Spielhilfen: zwei freie Kombinationen, Crescendo, Crescendo ab, Tutti, Zungeneinzelabsteller

Anmerkungen
Besonderheiten: sehr schwergängige Traktur, insbesondere die Koppeln

### Chororgel

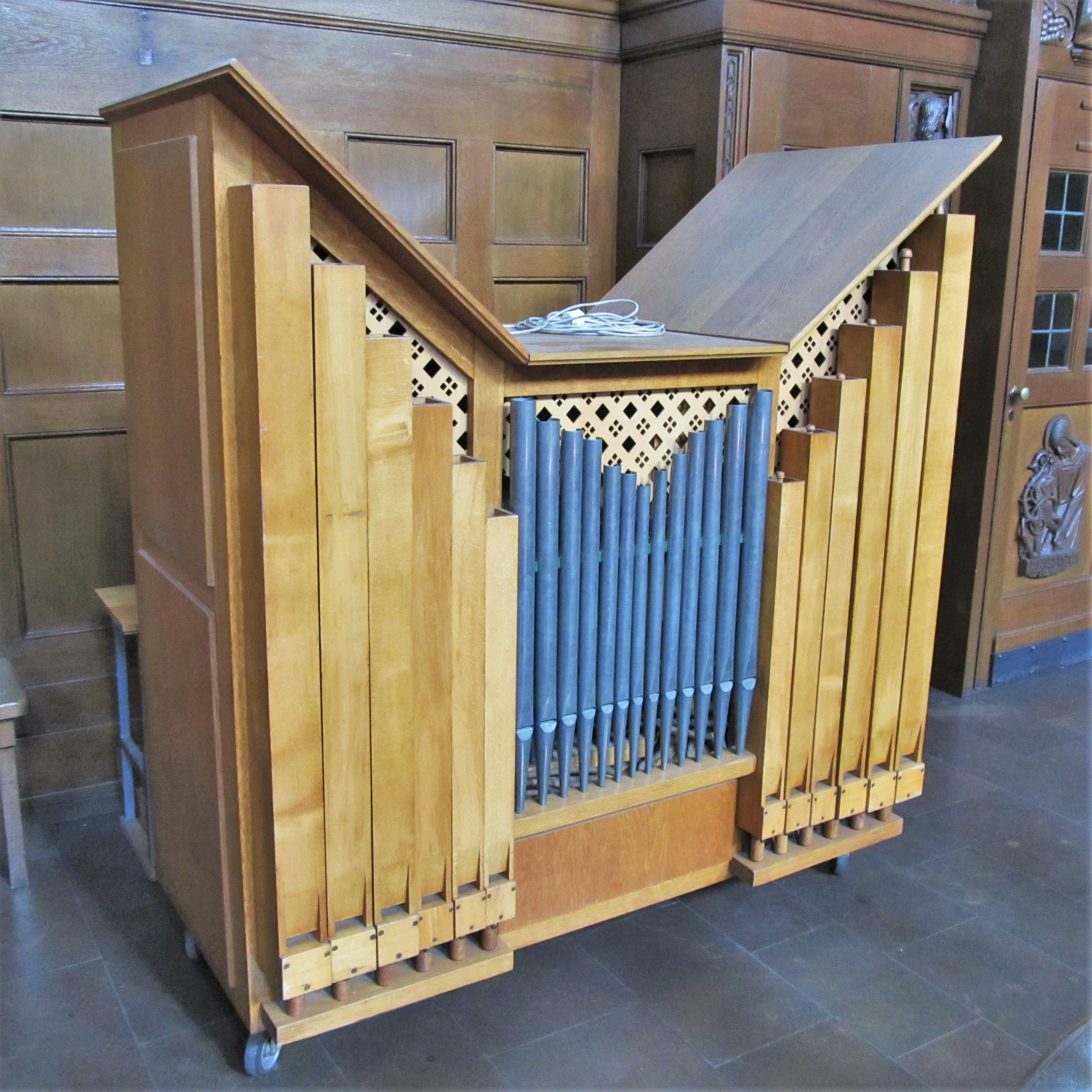
Die Chororgel von St. Michael

Seit 1999 befindet sich eine zweite Orgel in der Kirche, die Mitte der 1970er Jahre durch die Firma Hugo Mayer Orgelbau (Heusweiler) gebaut wurde. Die auf Rollen stehende Orgel ist meist rechts vorne im Kirchenschiff aufgestellt. Das Instrument hat 4 Register, die Windladen sind mechanische Schleifladen.
| I Manual C–g3 |           |    |
| 1.            | Gedackt   | 8′ |
| 2.            | Flöte     | 4′ |
| 3.            | Principal | 2′ |
| 4.            | Scharff   | 1′ |

| Pedal C–f1 |           |
|            | angehängt |

## Glocken
Das Glockengeläut der St.-Michaels-Kirche besteht aus fünf wohlklingenden Bronzeglocken. Sie wurden im Jahr 1953 von der Glockengießerei Otto in Saarlouis-Fraulautern, die von Karl (III) Otto von der Glockengießerei Otto in Bremen-Hemelingen und dem Saarländer Aloys Riewer 1953 gegründet worden war, gegossen. Nach ihrer feierlichen Einweihung wurden die Glocken in einem Stahlglockenstuhl mittels Stahljoche aufgehängt. In den späten 1990er-Jahren unterzog die Gemeinde die Glockenstube einer Restaurierung. Dazu wurde der alte Glockenstuhl durch einen neuen aus Eichenholz ersetzt. Auch die geraden Joche konnten aus dem gleichen Material angefertigt werden. Alle fünf Glocken bekamen neue Klöppel und neu angepasste Läutemaschinen der Firma HEW (Herforder Elektromotoren-Werke). Zum Einläuten des Sonntags um 17:00 Uhr ertönt für fünf Minuten meist das Teilgeläute ohne die große Christkönigsglocke. Das Plenum erklingt u. a. zu Festhochämtern, zu Trauungsgottesdiensten, zum Abschluss des Nikolausmarktes am letzten Tag um ca. 20:00 Uhr und zum Jahreswechsel (Ausläuten des alten Jahres und Einläuten des neuen Jahres). Für Werktagsmessen ist das Teilmotiv der drei kleinen Glocken vorgesehen. Dreimal täglich um 7:00 Uhr, 12:00 Uhr und 18:00 Uhr erklingt die Bernhardsglocke zum Angelus.
| Nr. | Name          | Ton  | Gussjahr | Gießer, Gussort | Durchmesser (in mm) | Gewicht (kg) |
| 1   | Christkönig   | cis1 | 1953     | Otto, Saarlouis | 1489                | 2040         |
| 2   | St. Maria     | e1   | 1953     | Otto, Saarlouis | 1252                | 1216         |
| 3   | St. Michael   | gis1 | 1953     | Otto, Saarlouis | 992                 | 614          |
| 4   | St. Bernhard  | h1   | 1953     | Otto, Saarlouis | 828                 | 346          |
| 5   | St. Hildegard | cis2 | 1953     | Otto, Saarlouis | 731                 | 244          |